# Tintin és a Nap temploma
A Tintin és a Nap temploma (eredeti cím franciául: Tintin et le temple du soleil, angolul: Tintin and the Temple of the Sun) 1969-ben bemutatott francia–belga rajzfilm, amely Hergé azonos című képregény-sorozata alapján készült. Az animációs játékfilm rendezője Eddie Lateste, a producere Raymond Leblanc. A forgatókönyvet Jos Marissen, Eddie Lateste, László Molnár és Michel Régnier írták, a zenéjét François Rauber szerezte. A mozifilm a Belvision és a Dargaud Films gyártásában készült, a Gaumont forgalmazásában jelent meg.
Franciaországban 1969. december 13-án mutatták be a mozikban, Magyarországon két szinkronos változat is készült belőle, amelyekből az elsőt az MTV2-n 1992. augusztus 20-án, a másodikat a Duna TV-n a Tintin kalandjai című filmsorozatként 2005. december 28-án vetítették le a televízióban.

## Szereplők
| Szereplő               | Eredeti hang      | Magyar hang                     | Magyar hang                                       |
| Szereplő               | Eredeti hang      | 1. magyar szinkron (MTV2, 1992) | 2. magyar szinkron (Duna TV, 2005)                |
| ---------------------- | ----------------- | ------------------------------- | ------------------------------------------------- |
| Tintin                 | Philippe Ogouz    | Felföldi László                 | Bartucz Attila                                    |
| Haddock kapitány       | Claude Bertrand   | Melis Gábor                     | Szabó Sipos Barnabás                              |
| Állomásfőnök           | N/A               | Melis Gábor                     | Presits Tamás                                     |
| Zorrino                | Lucie Dolène      | Boros Zoltán                    | Kékesi Gábor                                      |
| Thompson               | Paul Rieger       | Kerekes József                  | Józsa Imre                                        |
| Thomson                | Guy Pierauld      | Koroknay Géza                   | Szombathy Gyula                                   |
| Éneklő szemtanú        | Jacques Balutin   | Koroknay Géza                   | Besenczi Árpád                                    |
| Calculus professzor    | Alfred Pasquali   | Surányi Imre                    | Cseke Péter                                       |
| Andjuktus / Mesélő     | Roland Menard     | Surányi Imre                    | Bozai József                                      |
| Doktor                 | N/A               | Surányi Imre                    | Végh Ferenc                                       |
| Tarragon professzor    | Andre Valmy       | Gruber Hugó                     | Németh Gábor                                      |
| Maita                  | Linette Lemercier | Somlai Edina                    | F. Nagy Erika                                     |
| Nagy inka              | Jean Michaud      | Kun Vilmos                      | Versényi László                                   |
| Felügyelő              | N/A               | Izsóf Vilmos                    | Szokolay Ottó                                     |
| Tintinéket üldöző inka | N/A               | Varga T. József                 | Pethes Csaba (1. hang) Cs. Németh Lajos (2. hang) |

## Televíziós megjelenések
- TV-2 (1. szinkron), Duna TV (2. szinkron)
- M2 (2. szinkron)